# Ilia Vekoua
Compléments
L'Institut Soukhoumi de physique et de science à Tbilissi porte son nom.
Ilia Nestorovitch Vekoua (en géorgien, ილია ვეკუა, et en russe, Илья́ Не́сторович Ве́куа), né le 23 avril 1907 à Koutaïssi (Empire russe, actuelle Géorgie) et mort le 2 décembre 1977 à Tbilissi (URSS), est un mathématicien soviétique, spécialisé dans l'équation aux dérivées partielles, l'équation intégrale, la fonction analytique et la théorie mathématique du mécanique du solide.

## Biographie
Ilia Vekoua étudie à l'université d'État de Tbilissi. Il est nommé professeur en 1940. Il est également directeur adjoint de l'Institut de mathématiques Steklov (1954-1959), le premier recteur de l'université d'État de Novossibirsk (1959-1964), ainsi que vice-président (1964-1965) et président (1972-1977) de l'Académie des sciences de Géorgie. En 1969, il devient Héros du travail socialiste. Vekoua reçoit le prix Staline (1950), le prix Lénine (1963), le prix d'État de l'URSS (1984), trois ordres de Lénine et l'ordre de l'Insigne d'honneur. L'Institut Soukhoumi de physiques et de sciences, anciennement près de Soukhoumi (Abkhazie), maintenant à Tbilissi, qui est impliquée dans le programme d'armement nucléaire de l'Union soviétique, porte également son nom.